# Kia Syros
Kia Syros — субкомпактный кроссовер, выпускаемый южнокорейской корпорацией Kia Motors в Индии. Он занимает промежуток между Sonet и Seltos. Впервые модель была представлена 19 декабря 2024 года.
Название Syros автомобиль получил в честь острова Сирос в Греции.

## Описание
Kia Syros, равно как и EV9, имеет квадратную форму. Фары имеют вертикальную форму, а задние фонари — L-образную. Тормозные огни расположены в нижней части заднего бампера.
На индийском рынке автомобиль продаётся в шести комплектациях: HTK, HTK (O), HTK+, HTX, HTX+ и HTX+ (O).

## Технические характеристики

### Бензиновые двигатели
| Модель                  | Спецификация               | Мощность                           | Крутящий момент              | Трансмиссия                  |
| ----------------------- | -------------------------- | ---------------------------------- | ---------------------------- | ---------------------------- |
| SmartStream G 1.0 T-GDi | 998 см3, 3 цилиндра, T-GDi | 88 кВт (118 л. с.) при 6000 об/мин | 172 Н⋅м при 1500—4000 об/мин | - 6-скор. МКПП - 7-скор. DCT |

### Дизельные двигатели
| Модель                            | Спецификация                      | Мощность                           | Крутящий момент              | Трансмиссия                   |
| --------------------------------- | --------------------------------- | ---------------------------------- | ---------------------------- | ----------------------------- |
| SmartStream D 1.5 CRDi dengan VGT | 1493 см3, 4 цилиндра, CRDi и eVGT | 85 кВт (113 л. с.) при 4000 об/мин | 250 Н⋅м при 1500—2750 об/мин | - 6-скор. МКПП - 6-скор. АКПП |